# Bernie Flottmann
Bernie Flottmann (eigentlich Bernhard Thomas Flottmann; * 12. Oktober 1945 in Hamburg-St. Pauli; † 11. Dezember 2006 in Hamburg) war ein Türsteher in Hamburg-St. Pauli.

## Leben
Flottmann wurde als Sohn eines Lotsen und einer Prostituierten geboren. Nachdem er von der Schule verwiesen worden war, arbeitete er mit 17 Jahren in St. Pauli als Türsteher. Seinen ersten Job erhielt er im Star-Club, wo er bald schon nicht nur als Türsteher, sondern auch als Betreuer der dort auftretenden Bands arbeitete. Insbesondere betätigte er sich für die Musiker als Führer durch das Nachtleben von St. Pauli. Gerüchte, wonach er auch Prostituierte an die Bandmitglieder vermittelte, konnten nie bestätigt werden. Flottmann stand mehrfach wegen Zuhälterei vor Gericht, wurde aber stets mangels Beweisen freigesprochen. Tatsächlich verfügte er über gute Kontakte in St. Pauli, insbesondere auch in die Zuhälterszene. Letztere brach er in den 1980er Jahren ab, als die Gewalt in der Szene mit dem Hochkommen des „Wiener-Peter“, der zahlreiche Morde bei Werner Pinzner in Auftrag gab, immer heftiger wurde. Er verließ vorübergehend Hamburg und lebte in verschiedenen Orten in Westfalen.
Flottmann griff auf seine Kontakte zur Musikerszene zurück und arbeitete fortan als Roadie, Fahrer, Tontechniker, Background-Sänger oder organisierte das Catering während der Tourneen zahlreicher Bands. Als Tontechniker war er einige Jahre bei einem Hamburger Schallplattenstudio tätig.
Flottmann hatte für viele Intellektuelle wie Henryk M. Broder oder Stefan Aust, die ab 1968 die pornographischen St. Pauli-Nachrichten herausgaben, nur Hohn und Spott übrig, was seiner Popularität im Kiez keinen Abtrag tat. Obgleich der spöttische Flottmann als friedlicher und freundlicher Mensch – wenn auch mit grobem Humor – bekannt war, konnte er nach Drogengenuss mitunter gewalttätig werden. Meist entschuldigte er sich bei seinen Opfern später. So griff er den anarchistischen „Denker“ Bernd Drücke tätlich an, entschuldigte sich aber bei ihm, als dieser sich ganz gemäß der Lehre der Bergpredigt „wenn dich einer auf die rechte Wange schlägt, halt ihm auch die linke hin!“ verhielt. Später prahlte Flottmann „Hab ich auße'm Anarcho noch n' Jesus-Freak rausgeprügelt. So hat alles noch sein Gutes!“.
Flottmann starb am 11. Dezember 2006 in einem Altenheim in Hamburg.

## Würdigung
Udo Lindenberg hat 1973 auf seinem Album „Alles klar auf der Andrea Doria“ Bernie Flottmann ein musikalisches Denkmal gesetzt. Im Titelsong heißt es:
Ein Typ in der Nische schockiert seine Braut
und Bernie Flottmann denkt
er wär'n Astronaut.
Jetzt kommt noch einer 'rüber aus der Dröhndiskothek
und ich glaub'
dass unser Dampfer bald untergeht.
Aber sonst ist heute alles klar auf der Andrea Doria.